# Безпартійний блок співпраці з урядом
Безпартійний блок співпраці з урядом (ББСУ, пол. Bezpartyjny Blok Współpracy z Rządem вимовляється [bɛsparˈtɨjnɨ ˈblɔk fspuwˈpratsɨ z ˈʐɔ̃dɛm]; скорочено BBWR) — об'єднання політичних партій і груп. Діяло в Польщі 1928—1935 роках з метою підтримки режиму санації.
Блок був створений прихильниками прем'єр-міністра Юзефа Пілсудського напередодні парламентських виборів у Польщі у 1928 році. Очолив блок близький друг Пілсудського полковник Валерій Славек. Для проведення виборчої компанії за запискою Пілсудського блоку було виділено 8 млн злотих.
Блок не мав ознак реальної партії. У нього входили партії різної ідеології, які пропонували своє бачення політики, тому програма була невиразною. Частина його членів приєдналася з міркувань кар'єри. У блоці можна було виділити дві основні групи: ліводемократична — Союз відродження Речі Посполитої (СВРП, направісти) і Партія Праці; консервативна — Християнська землеробська партія (ХЗП), Партія національної правиці (ПНП), Польська консервативна організація державної праці (ПКОДП, віленські консерватори).
Програму блоку намагався сформувати СВРП, але вона не була сприйнята Ю. Пілсудським. Національна політика ґрунтувалася на засадах польського прометеїзму.
На виборах у 1928 році від блоку до сейму ввійшло 122 депутати (27,6 %).
Через загострення політичної боротьби у Польщі, Ю. Пілсудський у 1930 році розпустив сейм. На проведених виборах ББСУ отримав більшість місць у сеймі. Після виборів до блоку приєдналися Селянський союз і Національна партія праці — лівиця. Проте партії, що входили до ББСУ, мало впливали на політику об'єднання. Фактично діяльність блоку проводила «група полковників», найближче оточення Ю.Пілсудського, яка фактично повністю взяла під контроль політику уряду й діяльність ББСУ.
Після смерті Пілсудського у 1935 році блок розпався. Частина колишніх учасників утворила Табір національного об'єднання.